# Папая

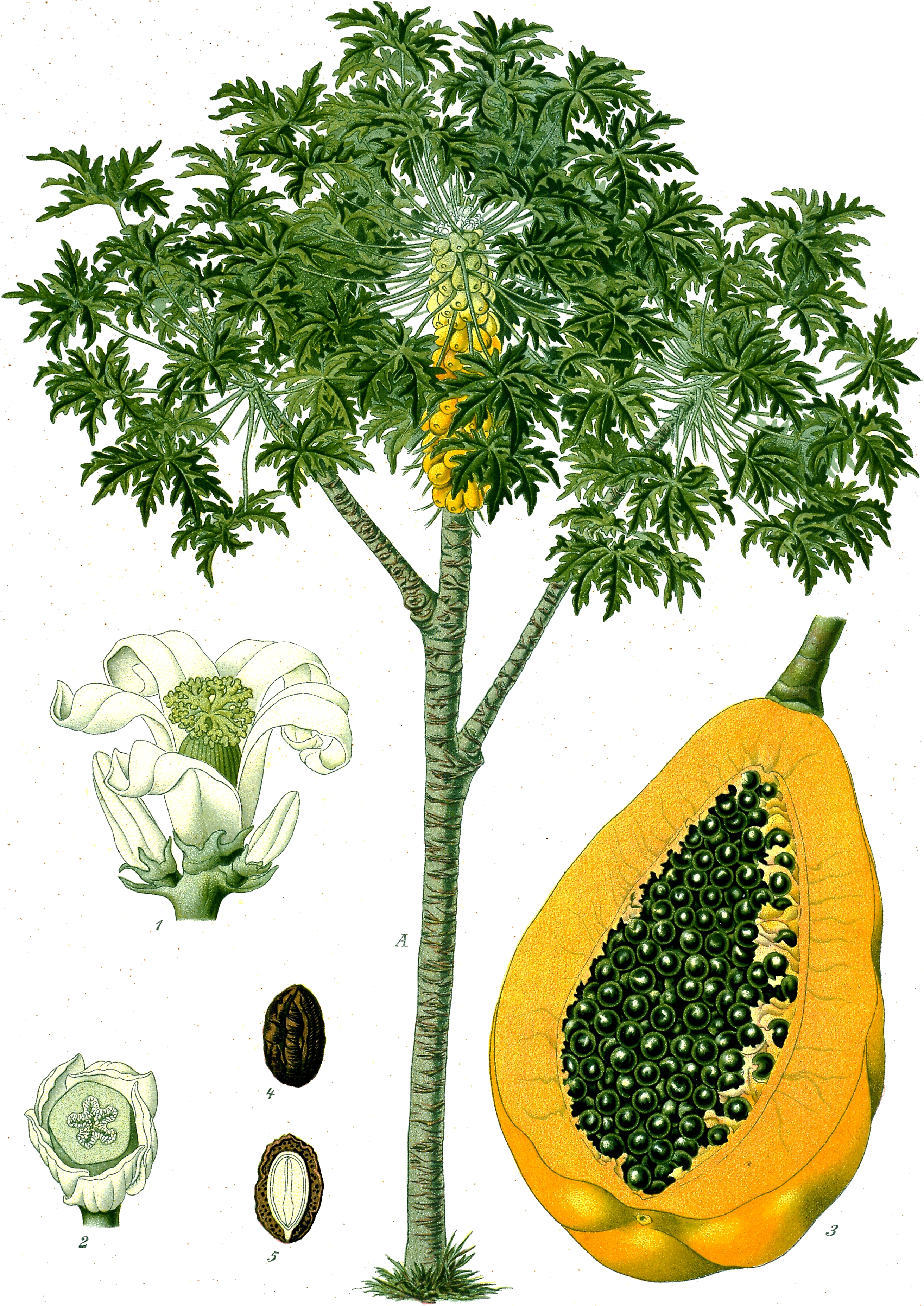
Дерево папаї з плодами

Папа́я (в Аргентині мамон; лат. Carica papaya) — дерево з роду Carica, родини карикових (Caricaceae), росте в тропічному кліматі. Батьківщиною цього виду є тропіки Америки. На території Мексики папаю вирощували ще за кілька століть до утворення розвинених цивілізацій Месоамерики.
У 2008 році було розшифровано геном папаї. Таким чином, папая стала першим фруктовим деревом із розшифрованим геномом.

## Опис
Це невисоке, струнке дерево з тонким стовбуром без гілок, висотою 5-10 метрів. Великі пальчасто-розсічені листки діаметром 50-70 см, на довгих ні́жках. Утворюють на верхівці дерева таку собі парасольку. Квітки розвиваються в пазухах ніжок, перетворюючись на великі фрукти, діаметром 10-30 см і довжиною 15-45 см. Стиглі фрукти м'які і мають колір від бурштинового до жовтого.
| Листок | Квітки | Плоди на дереві | Плоди |

## Особливості
Папая — це дерево-гермафродит. Має чоловічі та жіночі квітки, запилювати їх не потрібно. За три місяці після цвітіння достигають плоди.
Папая не боїться хвороб. На дереві не приживаються паразити кімнатних рослин, не розвиваються хвороботворні бактерії. Якщо через сухість у папаї опаде листя, то завдяки обприскуванню знову відросте.

## Виробництво
| Рік  | Тисяч тонн |
| ---- | ---------- |
| 1965 | 1 547      |
| 1970 | 1 693      |
| 1975 | 1 935      |
| 1980 | 2 460      |
| 1985 | 3 158      |
| 1990 | 3 255      |
| 1995 | 5 478      |
| 2000 | 7 009      |
| 2005 | 8 139      |
| 2006 | 8 965      |
| 2007 | 9 474      |
| 2008 | 9 993      |
| 2009 | 10 486     |

| Країна                                                            | тисяч тонн папаї |
| ----------------------------------------------------------------- | ---------------- |
| Індія                                                             | 3 911            |
| Бразилія                                                          | 1 792            |
| Індонезія                                                         | 766              |
| Нігерія                                                           | 763              |
| Мексика                                                           | 707              |
| Ефіопія                                                           | 260              |
| ДР Конго                                                          | 220              |
| Таїланд                                                           | 206              |
| Гватемала                                                         | 196              |
| Колумбія                                                          | 189              |
| Філіппіни                                                         | 176              |
| Перу                                                              | 174              |
| Венесуела                                                         | 130              |
| Бангладеш                                                         | 129              |
| КНР                                                               | 123              |
| Куба                                                              | 95               |
| Кенія                                                             | 84               |
| Малайзія                                                          | 72               |
| Сальвадор                                                         | 71               |
| Коста-Рика                                                        | 61               |
| Джерело: Продовольча і сільськогосподарська організація ООН (FAO) |                  |